# تسینینگیا
تسینینگیا (به لاتین: Tsiningia) یک منطقهٔ مسکونی در ماداگاسکار است که در بوریزینی-واوائو واقع شده‌است. تسینینگیا ۱۶٬۰۰۰ نفر جمعیت دارد و ۲۹ متر بالاتر از سطح دریا واقع شده‌است.